# Origines islandicae
Origines islandicae es un compendio de las más importantes sagas islandesas y otros escritos islandeses relacionados con los asentamientos, colonización e historia temprana de Islandia, traducido y editado por Guðbrandur Vigfússon y Frederick York Powell en 1905.

## Volúmenes
La obra se compone de tres volúmenes:
- Libro 1. Asentamientos y colonos. Landnámabók. Genealogía temprana según las sagas. El asentamiento de Thorness. Mantissa: El relato de Geirmundur heljarskinn Hjörsson.
- Libro 2. La vieja constitución. Libellus Islandorum. Leyes y costumbres primitivas. Primera ley constitucional. Njál y la quinta corte.
- Libro 3. Conversión y temprana iglesia de Islandia. Saga de Kristni: El relato de Thorvald. Primeras leyendas de la iglesia (Swade y el pobre; Thorhall Knop; el relato de Thidrande). Las vidas de los primeros siete obispos de Skálholt: Hungurvaka. Saga de Thorlak. Páls saga byskups. Vida de San Juan de Holar (Jóns saga helga). Segunda vida de Thorlak (Oddaverja þáttr). Fragmentos de la vida de San Juan de Holar según Gunlaug.